# الاتحاد النسائي الطبي
اتحاد الطبيبات هو أكبر هيئة للنساء الطبيبات في المملكة المتحدة. تكرّس المنظمة جهودها لتعزيز التطور الشخصي والمهني للنساء في مجال الطب، ولتحسين صحة النساء وعائلاتهن في المجتمع. تأسس الاتحاد عام 1917، ويقع مقره الرئيسي في ميدان تافيستوك بلندن.

## تاريخ
استند اتحاد الطبيبات إلى جمعية النساء الطبيبات المسجلات، التي تأسست في لندن عام 1879 بهدف أن "تتحدث نيابة عن جميع الطبيبات وتمثل مصالحهن". ضمت الجمعية الأصلية تسع عضوات فقط، لكن سرعان ما انضمت إليها جمعيات إقليمية أخرى وأعضاء جدد مع تزايد عدد النساء المؤهلات في مجال الطب. اجتمع ممثلو هذه الجمعيات في عام 1916 لمناقشة فوائد تأسيس اتحاد موحد. وقد جاء هذا الاجتماع جزئياً كرد فعل على موقف الحكومة المتجاهل للطبيبات اللواتي رغبن في الخدمة خلال الحرب العالمية الأولى.
في 1 فبراير 1917، تم إعداد وتوقيع مواد التأسيس، وبذلك أُنشئ اتحاد الطبيبات رسمياً. بلغ عدد العضوات في البداية 190 عضوة، من بينهن جين هارييت ووكر، وإيثيل ويليامز، وكاثرين تشيشولم، وفلورنس باريت، ولويزا ألدريتش-بليك. تم افتتاح المكاتب في 13 فبراير. منذ البداية، فكر الاتحاد في قبول عضوات من خارج الجزر البريطانية، وذكر أنه تلقى استفسارات من كندا وتسمانيا وأستراليا والهند.
أطلق الاتحاد الجديد حملة لتعزيز دور النساء في القوات المسلحة، حيث جادل بأن الطبيبات يجب أن يحصلن على رتب عسكرية للحفاظ على الانضباط في المستشفيات العسكرية. شملت المخاوف المتعلقة بالنساء قدراتهن الجسدية وغياب أماكن إقامة مناسبة، وخاصة الرأي السائد بأن النساء لا ينبغي أن يترأسن الرجال والخوف من أن أي تنازل قد يؤدي إلى حركة تطالب بمنح النساء العاملات في فروع الجيش الأخرى صفة الضابط. جمع الاتحاد شهادات وسجلات ممتازة، لكن على الرغم من التماساتهم وحملاتهم، ظل مكتب الحرب متردداً في منح النساء مكانة متساوية.
ومن القضايا الأخرى التي ركز عليها الاتحاد في بداياته: الأمراض المنقولة جنسياً، والدعارة، ورعاية الأمومة والطفولة.